# Primer sitio del Callao
Se conoce como primer sitio del Callao al asedio tendido por el ejército unido libertador al mando del general José de San Martín a los castillos del Callao en julio de 1821 y que culminó con la capitulación del gobernador de la plaza, el mariscal José de La Mar, en septiembre de ese mismo año y su pase posteriormente al bando patriota.

## Antecedentes
El 12 de julio de 1821 tras la retirada del virrey José de la Serna y su ejército a la sierra, el ejército patriota al mando de San Martín ocupó Lima, al día siguiente se inició el cerco terrestre a la plaza del Callao, lo que unido al bloqueo marítimo previamente efectuado por la flota chilena-argentina  al mando del almirante Thomas Cochrane y el vicealmirante Hipolito Bouchard, vinieron a completar el sitio.
El virrey había dejado para la defensa de los castillos una guarnición de 2.000 hombres compuesta de soldados regulares y milicias urbanas al mando del gobernador y jefe de la plaza el mariscal José de La Mar quien el 13 de julio recibió una comunicación del general San Martín en la que le intimaba entregar la plaza la que rechazó con las formalidades del caso, iniciándose de esta manera las acciones militares.

## El sitio
Durante el asedio fueron frecuentes los tiroteos entre la guarnición y los buques y avanzadas patriotas que hostigaban a los defensores. El 24 de julio se recibieron en la plaza, por un parlamentario, las proclamas de independencia del general San Martín, las que buscaban ganar a la causa patriota a la guarnición realista, ante lo infructuoso de este iniciativa, esa misma noche los buques de Cochrane atacaron el puerto logrando incendiar dos naves menores y llevarse tres a remolque. Los combates continuaron y el 4 de agosto empezaron los sitiadores a bombardear los castillos con obuses, repitiendo esta operación todas las noches hasta el día 14 con la finalidad de mantener a los soldados realistas fatigados y desmoralizados. Ese mismo día el general Juan Gregorio de Las Heras dirigió un atrevido ataque por tierra a la plaza. El plan consistía en que 150 jinetes y 1000 infantes partieran a la carrera desde su cuartel en Bellavista y ganaran las puertas de la fortaleza antes de que estas pudieran ser levantadas. El plan no dio el resultado esperado pues lo vigías realistas avistaron a la fuerza en movimiento y tras dar la alarma rechazaron a la infantería atacante. Sin embargo la caballería patriota logró desparramarse por la población sableando y capturando a los soldados que no habían logrado entrar a la fortaleza. En esta acción los patriotas tuvieron 27 bajas mientras que los realistas 41, siendo herido y tomado prisionero el coronel Mariano Ricafort.

### La incursión de Canterac a Lima
Mientras tanto, desde el Cuzco, su cuartel en la sierra, el virrey La Serna había proyectado una incursión sobre el valle de Lima, la cual dirigida por el general José de Canterac, al mando de 3100 soldados y 9 piezas de artillería, partió de Jauja a fines de agosto. Tras el cruce de la cordillera andina en una difícil travesía y teniendo que hacer frente a las partidas de montoneros, llegó a las inmediaciones de la capital el 8 de septiembre, donde encontró al ejército patriota formado en batalla pero manteniendo una actitud defensiva. San Martín aunque contaba con un ejército numéricamente superior no se decidió a atacar pese a las insistencias del general Las Heras, permitiendo así la marcha de Canterac hasta su entrada en el Callao.

"Están perdidos. El Callao es nuestro. No tienen víveres para quince días. Los auxiliares de la sierra se los van a comer. Dentro de 8 días tendrán que rendirse o ensartarse en nuestras bayonetas". Comunicación de San Martín a Las Heras.

Tras realizar una junta de guerra en el Callao, Canterac optó por regresar a la sierra, sus hombres abandonaron las fortalezas con entusiasmo y dando vivas al rey pues creían que se dirigían a combatir sin embargo al virar hacia el norte, atravesar el río Rímac y ante la penosa perspectiva de volver a atravesar la cordillera, se esparció la desmoralización en el ejército realista siendo que las deserciones aumentaron a niveles alarmantes y aunque las tropas reales mantuvieron victoriosas acciones de retaguardia contra las montoneras y partidas que San Martín había enviado en su persecución al mando del general Guillermo Miller, al regresar a Jauja el ejército se encontraba seriamente reducido en hombres y elementos.

## Capitulación y entrega de la plaza
Cuando Canterac abandonó los castillos, la guarnición del Callao quedó nuevamente aislada y con provisiones para tan solo cuatro días. Al hacerse remotas las posibilidades de que los sitiados recibieran refuerzos o suministros de algún tipo, San Martín le ofreció a La Mar una rendición honrosa, asegurándole que el ejército de Canterac se alejaba en un estado desastroso y en franca dispersión. Ante esta situación La Mar convocó a una junta de guerra donde se llegó a la conclusión que no quedaba otra alternativa que la rendición.
Las condiciones de capitulación permitieron que las tropas realistas se retiraran vistiendo de gala, portando su armamento ligero y con sus banderas desplegadas siendo saludados en la marcha por la artillería del ejército patriota. Tras dejar sus rifles en pabellón a los soldados regulares se les permitió marchar a unirse con el ejército realista acantonado en Arequipa y a los milicianos regresar a sus hogares. Según informó la Gazeta ministerial de Chile, los capitulados fueron 600 de los primeros y 1000 de los segundos.
Las benévolas condiciones de San Martín, si bien criticadas por algunos historiadores, permitieron ganar para la causa patriota a algunos individuos que hasta entonces militaban en el ejército realista reconociéndoseles el mismo grado y empleo en el ejército patriota, entre ellos el mismo La Mar, que tras renunciar a sus grados y condecoraciones que recibió por sus servicios en España y el Perú, entró a servir fielmente a la causa de la independencia hasta la misma batalla de Ayacucho y llegó posteriormente a ser presidente de la República del Perú.